# Grosseto-Prugna
Grosseto-Prugna (en cors Grussetu è a Prugna) és un municipi francès, situat a la regió de Còrsega, al departament de Còrsega del Sud. L'any 1999 tenia 2.152 habitants.

## Demografia
| 1962 | 1968 | 1975 | 1982 | 1990 | 1999 |
| ---- | ---- | ---- | ---- | ---- | ---- |
| 422  | 444  | 843  | 1542 | 1943 | 2152 |

## Administració
| Període   | Identitat          | Partit | Qualitat |
| --------- | ------------------ | ------ | -------- |
| 2008-     | Valérie Bozzi      | UMP    |          |
| 2001-2008 | Marie-Jeanne Bozzi | UMP    |          |